# Ascorbylpalmitaat
Ascorbylpalmitaat is een vetzuurester van ascorbinezuur en palmitinezuur. Het is een antioxidant en een emulgator en mag als voedingsadditief gebruikt worden; het E-nummer van de stof is E304i. De vergelijkbare stof ascorbylstearaat heeft E-nummer E304ii. Het is praktisch niet in water oplosbaar maar wel in vetten en oliën. Het wordt onder meer gebruikt in margarine en oliën met onverzadigde vetzuren om ze tegen ranzigheid te beschermen.
Ascorbylpalmitaat is tevens een bron van vitamine C (ascorbinezuur). Er zijn diverse voedingssupplementen op de markt op basis van ascorbylpalmitaat.